# 吉原正人
吉原 正人（よしはら まさと、1991年10月27日 - ）は、福岡県福岡市西区出身のサッカー選手。ポジションはフォワード（FW）。

## 来歴
小学4年生よりアビスパ福岡U-12に参加。U-15時代にはU-15日本代表にも選出され、以降は年代別代表キャンプや海外遠征にも度々招集される。U-18時代よりトップチームのトレーニングや練習試合に参加するようになり、2009年3月にはリーグ・アンのFCジロンダン・ボルドーへ短期留学を経験。U-18日本代表にも招集されている。2009年6月5日に同じU-18のGK大岩根優作と共にトップチームに2種登録され、その年のプリンスリーグ（九州1部）では9試合で13得点を挙げて得点王に輝く。
2009年8月28日に2010年からのトップチームへの昇格が内定しクラブと仮契約を締結。2010年、アビスパ福岡のトップチームに昇格。
2012年11月26日、契約満了に伴いアビスパ福岡を退団。2012シーズンは無出場に終わった。
2013年7月、ドイツのアレマニア・アーヘンへ移籍。
2015年2月、カンボジアのプノンペンFCへ移籍。

## 所属クラブ
ユース経歴
- 1998年 - 2000年 今宿サッカークラブ (福岡市立今宿小学校)
- 2001年 - 2003年 アビスパ福岡U-12 (福岡市立今宿小学校)
- 2004年 - 2006年 アビスパ福岡U-15 (福岡市立玄洋中学校)
- 2007年 - 2009年 アビスパ福岡U-18 (九州産大付属九州高校)

プロ経歴
- 2010年 - 2012年  アビスパ福岡
- 2013年 - 2014年  アレマニア・アーヘン
- 2015年 - 2016年  プノンペンFC/カンボジアンタイガーFC

## 個人成績
| 国内大会個人成績 | 国内大会個人成績 | 国内大会個人成績 | 国内大会個人成績 | 国内大会個人成績 | 国内大会個人成績 | 国内大会個人成績 | 国内大会個人成績 | 国内大会個人成績 | 国内大会個人成績 | 国内大会個人成績 | 国内大会個人成績 |
| 年度             | クラブ           | 背番号           | リーグ           | リーグ戦         | リーグ戦         | リーグ杯         | リーグ杯         | オープン杯       | オープン杯       | 期間通算         | 期間通算         |
| 年度             | クラブ           | 背番号           | リーグ           | 出場             | 得点             | 出場             | 得点             | 出場             | 得点             | 出場             | 得点             |
| 日本             | 日本             | 日本             | 日本             | リーグ戦         | リーグ戦         | リーグ杯         | リーグ杯         | 天皇杯           | 天皇杯           | 期間通算         | 期間通算         |
| ---------------- | ---------------- | ---------------- | ---------------- | ---------------- | ---------------- | ---------------- | ---------------- | ---------------- | ---------------- | ---------------- | ---------------- |
| 2009             | 福岡             | 32               | J2               | 0                | 0                | -                | -                | 0                | 0                | 0                | 0                |
| 2010             | 福岡             | 18               | J2               | 4                | 0                | -                | -                | 0                | 0                | 4                | 0                |
| 2011             | 福岡             | 18               | J1               | 4                | 0                | 0                | 0                | 0                | 0                | 4                | 0                |
| 2012             | 福岡             | 24               | J2               | 0                | 0                | -                | -                | 0                | 0                | 0                | 0                |
| ドイツ           | ドイツ           | ドイツ           | ドイツ           | リーグ戦         | リーグ戦         | リーグ杯         | リーグ杯         | DFBポカール      | DFBポカール      | 期間通算         | 期間通算         |
| 2013             | アーヘン         | 21               | レギオナル       |                  |                  |                  |                  |                  |                  |                  |                  |
| 通算             | 日本             | 日本             | J1               | 4                | 0                | 0                | 0                | 0                | 0                | 4                | 0                |
| 通算             | 日本             | 日本             | J2               | 4                | 0                | -                | -                | 0                | 0                | 4                | 0                |
| 通算             | ドイツ           | ドイツ           | レギオナル       |                  |                  |                  |                  |                  |                  |                  |                  |
| 総通算           | 総通算           | 総通算           | 総通算           | 8                | 0                | 0                | 0                | 0                | 0                | 8                | 0                |

- 2009年はアビスパ福岡U-18所属 (2種登録)
- Jリーグ初出場（公式戦初出場） - 2010年3月6日 J2 第1節対ヴァンフォーレ甲府戦 (レベルファイブスタジアム)
  - 85分、高橋泰に代わり途中出場

## 代表歴
- 2006年 U-15日本代表
  - フランコ・ガッリーニ国際大会
- 2008年 U-17日本代表
- 2009年 U-18日本代表
- 2009年 U-19日本代表候補

## 個人タイトル
- 2009年 九州プリンスリーグ得点王 (9試合13得点)